# Larentia beata
Larentia beata är en fjärilsart som beskrevs av Butler 1877. Larentia beata ingår i släktet Larentia och familjen mätare. Inga underarter finns listade i Catalogue of Life.